# アルスドルフ
アルスドルフ(Alsdorf)は、ドイツのノルトライン＝ヴェストファーレン州のアーヘン郡の町。

## 地理
アーヘンの北東約15kmに位置している。

## 歴史
アルスドルフは1191年の文献から登場し始める。
1789年までオーストリアハプスブルク家のオランダ領に属していた。

## 姉妹都市
- ヘニッヒスドルフ (Hennigsdorf) ドイツ
- サン＝ブリユー (Saint-Brieuc) フランス

## 引用
1. ↑  Bevölkerung der Gemeinden Nordrhein-Westfalens am 31. Dezember 2023 – Fortschreibung des Bevölkerungsstandes auf Basis des Zensus vom 9. Mai 2011

## リンク
- 市の公式ホームページ (ドイツ語)